# Église Saint-Pierre de Bouguenais
L'église Saint-Pierre de Bouguenais est un édifice religieux catholique, bâti au XXe siècle dans la commune de Bouguenais, en banlieue de Nantes, dans le département de Loire-Atlantique.

## Histoire
L'église Saint-Pierre de Bouguenais a été bâtie en 1905, en remplacement d'un ancien sanctuaire datant du XVe siècle. Jusqu'en 1965, l'ancien clocher, qui aurait été bâti par des Anglais au Moyen Âge, est demeuré debout, rattaché à l'église, avant que la commune ne le démantèle et ne le remplace par un clocher moderne. La chaire à prêcher de l'église date de 1755, et provient de l'abbaye de Buzay, qui fut brûlée lors de la Révolution. Les fresques intérieures, qui sont l'œuvre d'Edgar Maxence, datent du XXe siècle.
Aujourd'hui, l'église est toujours en activité et appartient à la commune ; auparavant, c'était le sire de Bougon, un seigneur local, qui administrait l'ancienne église. L'église fait actuellement partie de la paroisse Saint-Joseph-de-la-Vallée ; elle est située au milieu du bourg de Bouguenais, et est accessible par le bus 36 du réseau Tan de Nantes, à l'arrêt Centre de Bouguenais.

## Description
L'église Saint-Pierre est de style d'imitation roman, bien qu'elle date de 1905. Elle est bâtie de pierres et de briques, et comporte plusieurs vitraux, ainsi qu'une horloge sur la façade avant. 
Sur le toit, se dresse une statue de saint Pierre, tenant la Bible dans la main gauche et la Croix dans la main droite.
L'intérieur de l'église comporte une fresque, une chaire à prêcher, un orgue et plusieurs statues, comme celle de la Vierge.

## Galerie

Église Saint-Pierre
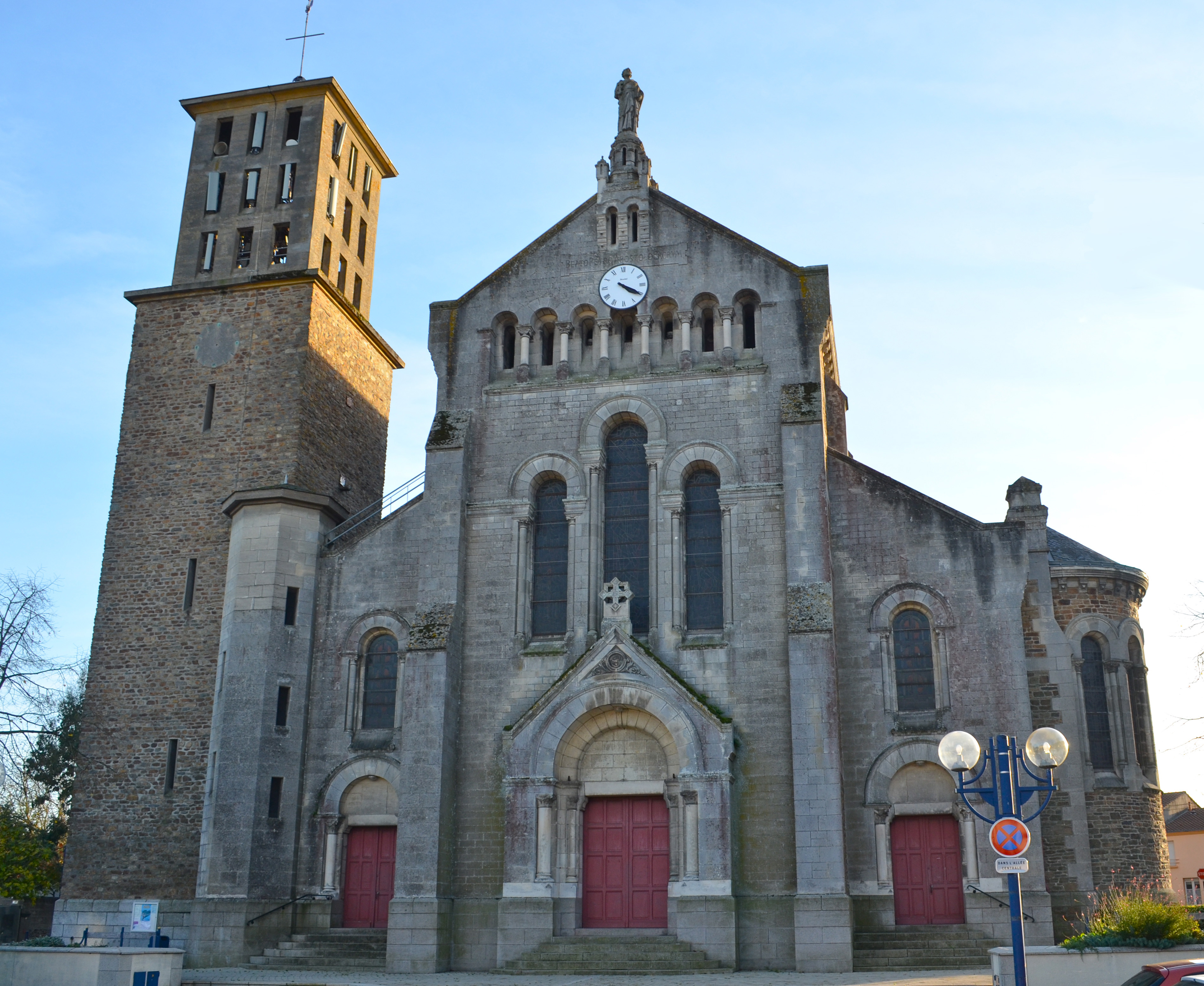
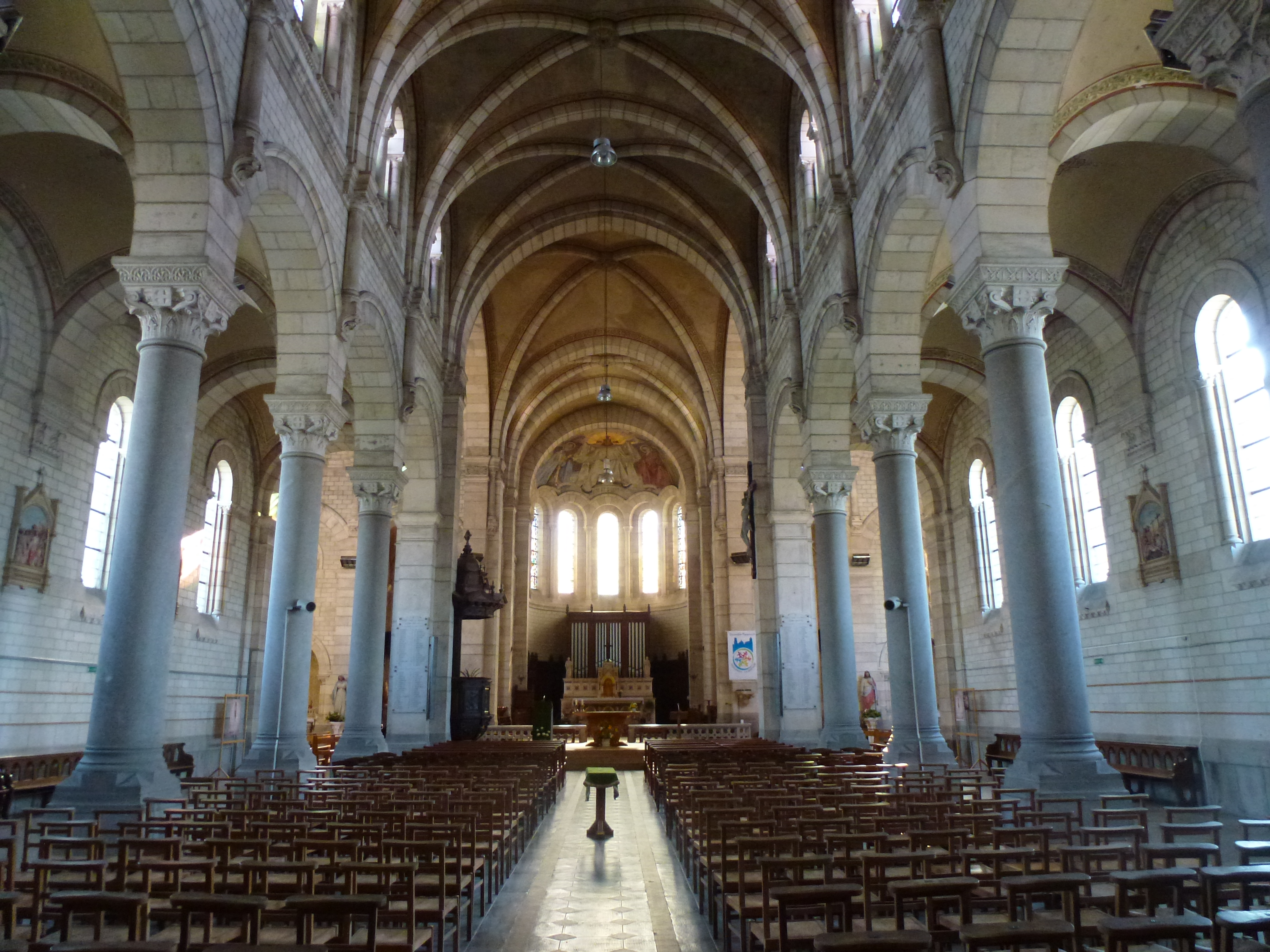
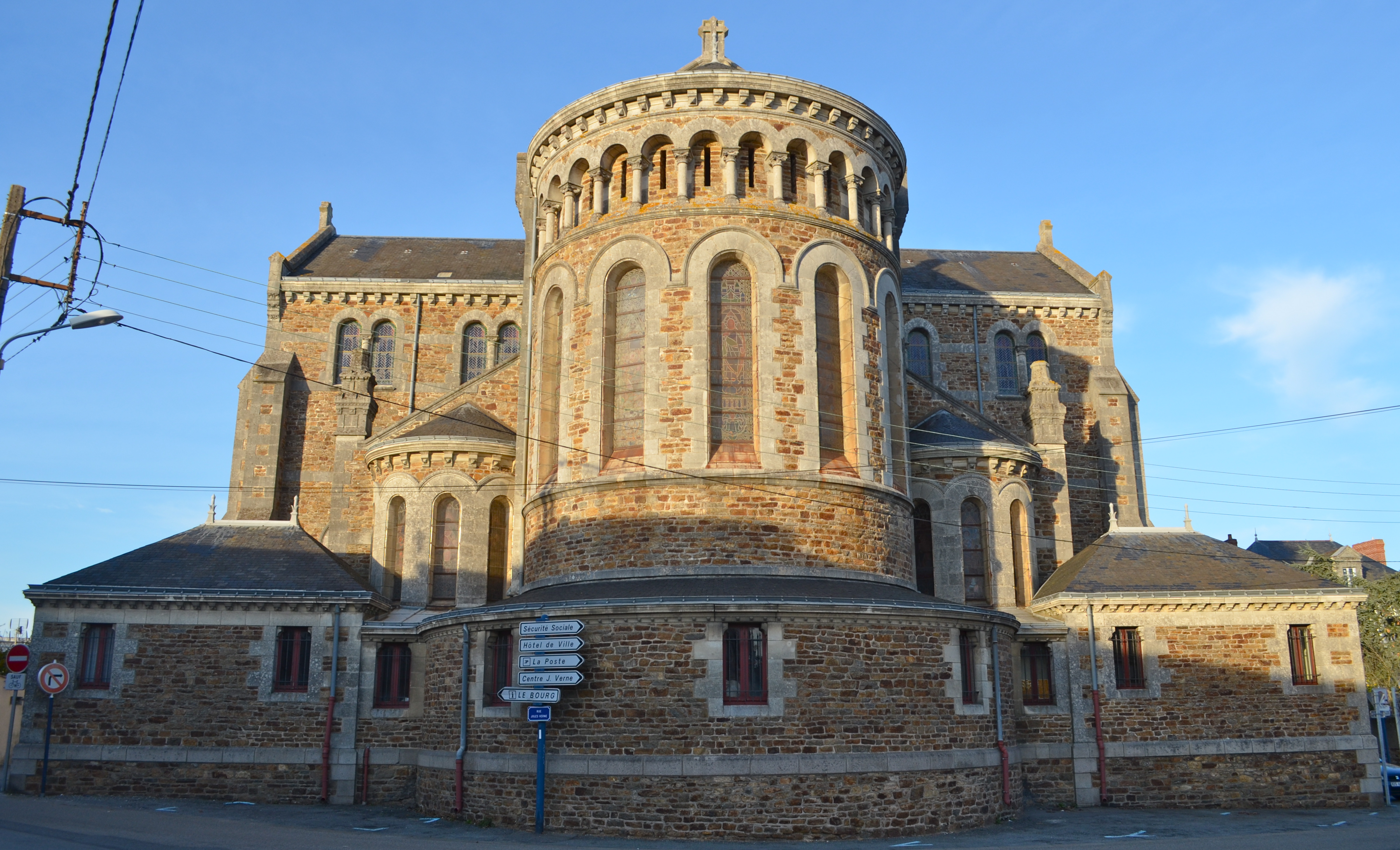
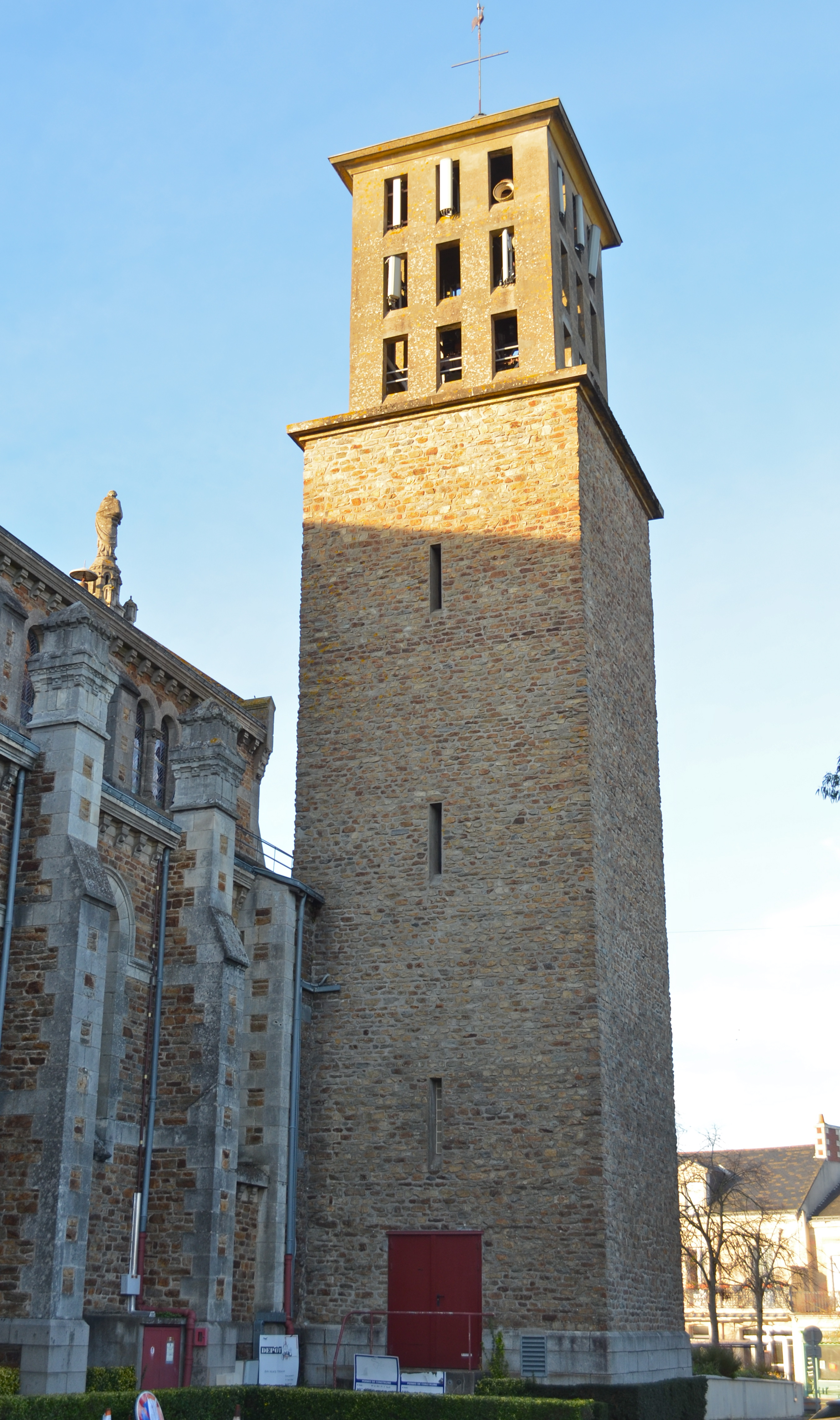
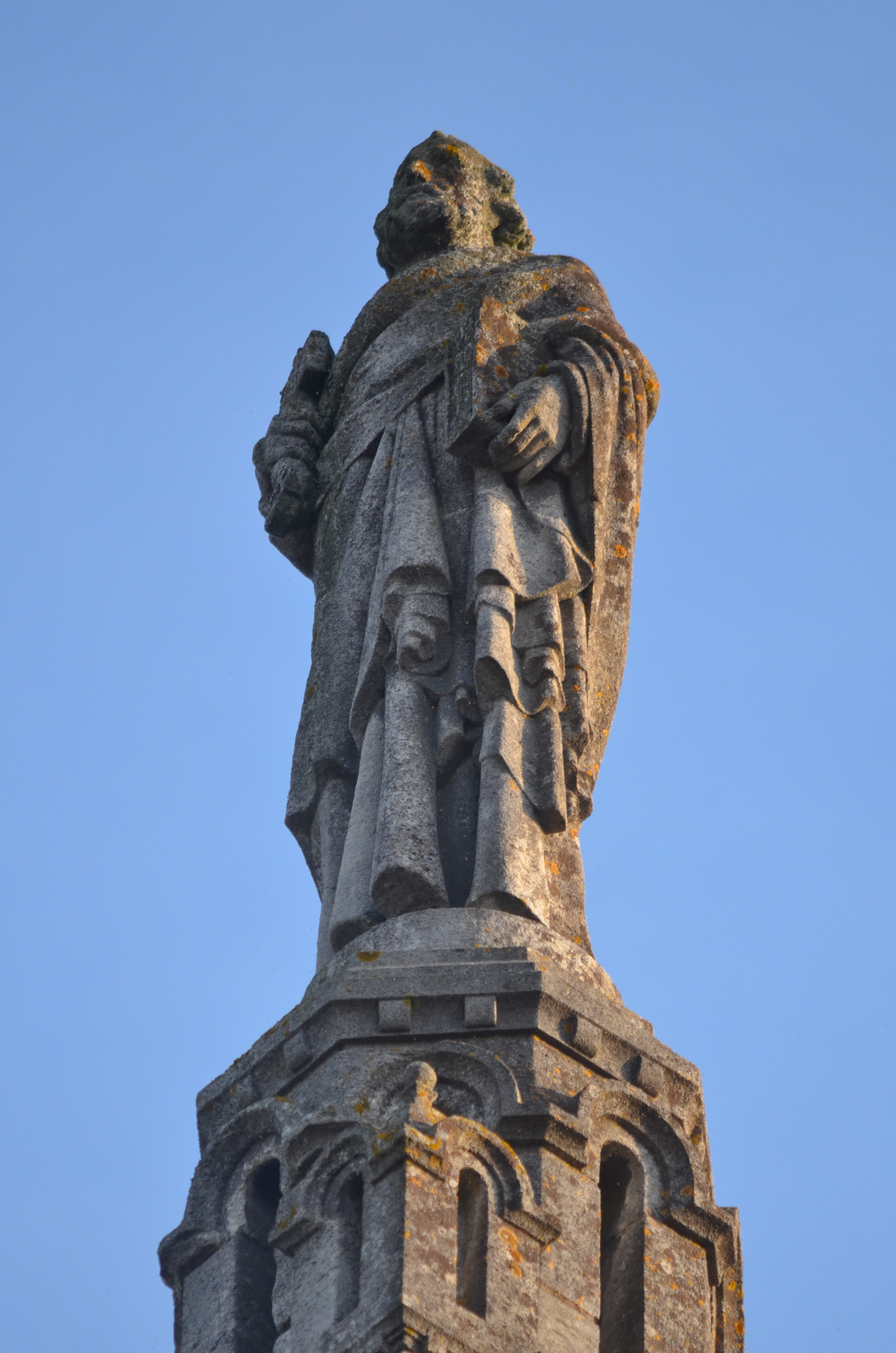

## Culture
En partenariat avec l'école de musique de Bouguenais, l'église Saint-Pierre organise régulièrement des concerts de musique classique et des chorales féminines, ouverts au public et gratuits.